# Eugen Celan
Eugen Celan (n. 1934, Chișinău, Regatul României) este doctor în medicină veterinară și autor român. A absolvit Facultatea de Medicină Veterinară din București în 1957. S-a ocupat de cercetări în domenii mai puțin abordate: criobiologie, medicație geriatrică, patogeneză oncologică, electronografie, biolocație, biofotonică, interacțiunea la distanță între plante și om. Este membru fondator al Asociației Române de Cercetări Psihotronice (ARCePS).[nefuncțională]

## Lucrări publicate
- Materia vie și radiațiile (1985)
- Viața după pragul morții (1992)
- Războiul parapsihologic (1992)
- Provocările paranormalului (1993)
- Telepatia (1993)
- Serviciile secrete și parapsihologia (2004)